# Proboscidea louisianica
Proboscidea louisianica (Mill.) Thell., 1912, comunemente nota come proboscidea della Louisiana o artiglio del diavolo, è una pianta appartenente alla famiglia delle Martyniaceae.
Il suo vero areale nativo non è chiaro, ma probabilmente questo comprende parti del sud-ovest degli Stati Uniti e del Messico nel Nord America. Si trova in altre aree, tra cui altre regioni del Nord America, Europa e Sud Africa, come specie introdotta. È la specie più ampiamente distribuita della sua famiglia.

## Descrizione

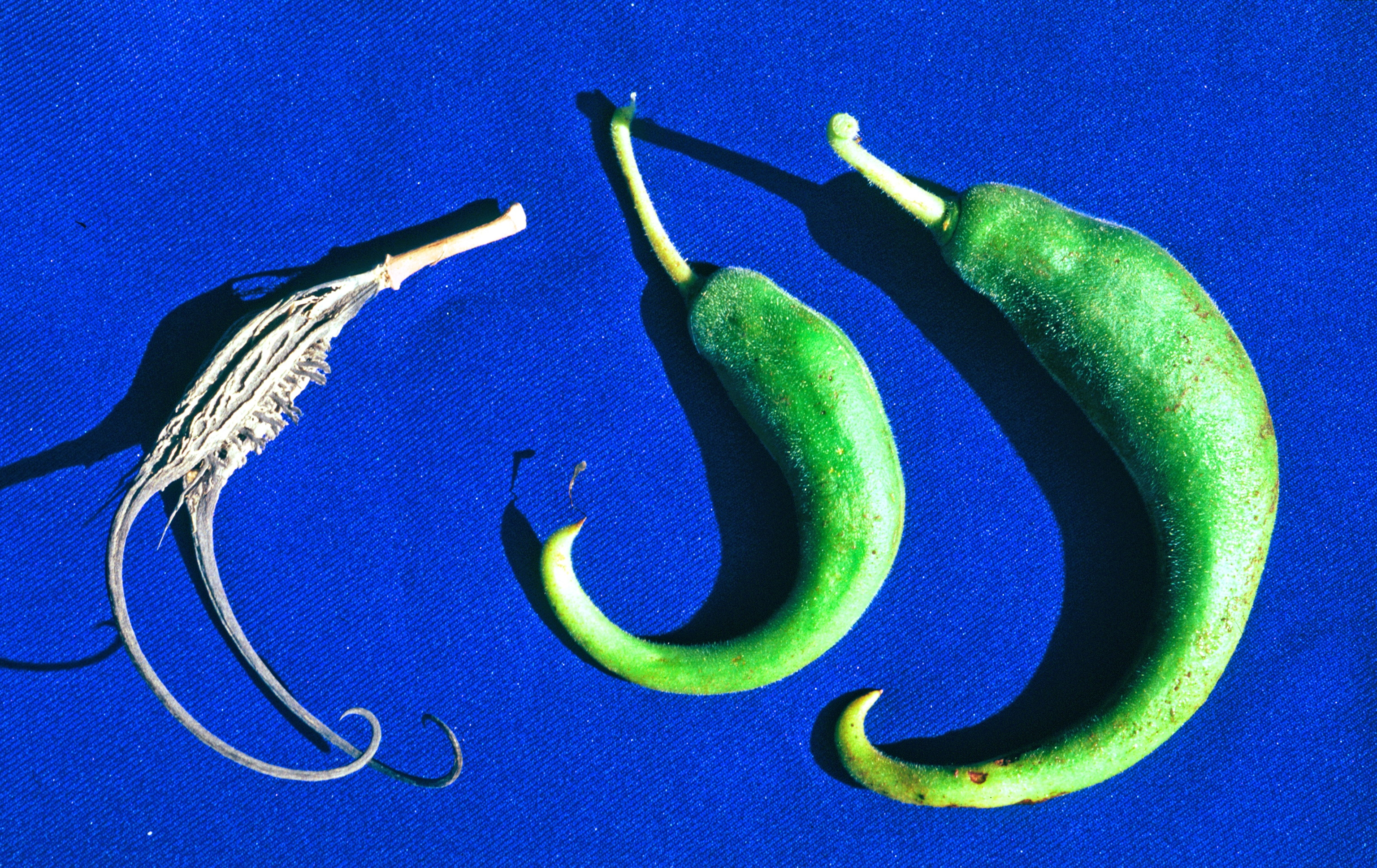
Frutto secco e fresco

La pianta è una pianta erbacea annuale con steli ramificati lunghi fino a circa 900 centimetri. Le foglie ovate, disposte in modo opposto, hanno lame larghe fino a 30 centimetri. La pianta è ricoperta da peli ghiandolari contenenti minuscole goccioline di olio, che le conferiscono una consistenza oleosa al tatto e un profumo intenso. L'olio essenziale si vaporizza nell'aria e conferisce ai dintorni un odore acre. La corolla del fiore lobato è di color lavanda, giallastra con macchie viola, o bianco opaco o viola leggermente rosato con guide del nettare giallastre con o senza macchie viola. Una pianta può produrre fino a 80 frutti. Il frutto è una capsula deiscente lunga fino a 10 centimetri, con una lunga estremità, stretta e ricurva. Quando il frutto si secca e la polpa decade, la struttura si divide in due corna. Le corna possono essere lunghe fino a 30 centimetri. Il frutto può contenere semi neri o bianchi; le piante con semi bianchi sono più comuni nella coltivazione. I semi possono contenere più del 43% di olio.

## Usi
I giovani frutti verdi sono commestibili e possono essere trasformati in sottaceto. I semi venivano usati come cibo dai nativi americani.
Come quelli di altre specie di Proboscidea, i frutti secchi erano molto utili nella cesteria dei nativi americani. Le corna secche potevano essere inserite nei cesti per creare motivi oppure utilizzate come strumenti da cucito. Queste fornivano anche una tintura nera, soprattutto se mescolata con la cenere. L'uso di questa specie nella cesteria è stato registrato tra gli Hopi, gli Apache, gli Havasupai, e i Kawaiisu. I Tohono O'odham addomesticarono la specie e utilizzarono il frutto secco scuro per i motivi di colore nero nei disegni di cesteria. Molti altri gruppi probabilmente coltivavano e utilizzavano questa specie, ma raramente i dati storici distinguono tra le specie di Proboscidea utilizzate.
La pianta è coltivata come pianta ornamentale nei giardini, ed è utilizzata nelle composizioni floreali. Viene coltivata in modo simile all'okra.

## Impatto
I frutti secchi e uncinati si attaccano agli animali, ed è stato suggerito che la pianta sia stata introdotta in Sud Africa in questo modo. I frutti sono particolarmente adatti per essere catturati sui garretti degli ungulati.
La pianta può essere infestante, prendendo facilmente piede in habitat disturbati e mostrando una preferenza per i luoghi abbandonati. Si può trovare nei pascoli, nei campi coltivati e negli allevamenti intensivi. È una pianta infestante delle coltivazioni di cotone nota per causare una drastica perdita di resa delle fibre. Il suo forte olio essenziale sembra avere un effetto allelopatico sulle piante di cotone, causandone necrosi del fogliame. L'erba è resistente a molti erbicidi utilizzati nel cotone e le opzioni di controllo includono la zappatura manuale.